# جفری گانگویچ
جفری گانگویچ (انگلیسی: Jeffrey Gangwisch؛ زادهٔ ۱ ژانویهٔ ۱۹۸۵) عکاس، و کارگردان فیلم اهل ایالات متحده آمریکا است.
وی همچنین برندهٔ جوایزی همچون برنامه فولبرایت شده‌است.